# Rudskoga socken
Rudskoga socken i Värmland ingick i Visnums härad, ingår sedan 1971 i Kristinehamns kommun och motsvarar från 2016 Rudskoga distrikt.
Socknens areal är 79,88 kvadratkilometer varav 52,82 land. År 2015 fanns här 659 invånare. Sockenkyrkan Rudskoga kyrka ligger i socknen.   

## Administrativ historik
Socknen har medeltida ursprung. 1638 utbröts Nysunds socken. 1835 överfördes en del av socknen som tillhört i Örebro län till Nysunds socken.
Vid kommunreformen 1862 övergick socknens ansvar för de kyrkliga frågorna till Rudskoga församling och för de borgerliga frågorna bildades Rudskoga landskommun. Landskommunen uppgick 1952 i Visnums landskommun som 1971 uppgick i Kristinehamns kommun. 1 januari 2025 uppgick församlingen i Kristinehamns församling.
1 januari 2016 inrättades distriktet Rudskoga, med samma omfattning som församlingen hade 1999/2000.
Socknen har tillhört län, fögderier, tingslag och domsagor enligt vad som beskrivs i artikeln Visnums härad. De indelta soldaterna tillhörde Närkes regemente, Visnums kompani.

## Geografi
Rudskoga socken ligger söder om Kristinehamn norr om sjön Skagern. Socknen är en odlad skogsbygd med skogsbygd i nordost och väster. I socknen återfinns byn Norra Ugglebol.

## Fornlämningar
Några boplatser från stenåldern har påträffats. Från järnåldern finns stensättningar, domarringar och en fornborg.

## Namnet
Namnet skrevs 1329 Ruzskoghum betecknade ursprungligen ett skogsområde med namnet Rudhaskogher, 'skog med röjningar'.

## Befolkningsutveckling
| Befolkningsutvecklingen i Rudskoga socken 1750–1990                                                      | Befolkningsutvecklingen i Rudskoga socken 1750–1990 | Befolkningsutvecklingen i Rudskoga socken 1750–1990 | Befolkningsutvecklingen i Rudskoga socken 1750–1990 | Befolkningsutvecklingen i Rudskoga socken 1750–1990 |
| --- | --------------------------------------------------- | --------------------------------------------------- | --------------------------------------------------- | --------------------------------------------------- |
| |                                                     |                                                     |                                                     |                                                     |
| År |                                                     |                                                     | Folkmängd                                           |                                                     |
| 1750 | 1750                                                |                                                     | 1 166                                               |                                                     |
| 1760 | 1760                                                |                                                     | 1 204                                               |                                                     |
| 1769 | 1769                                                |                                                     | 1 109                                               |                                                     |
| 1780 | 1780                                                |                                                     | 1 156                                               |                                                     |
| 1790 | 1790                                                |                                                     | 1 163                                               |                                                     |
| 1800 | 1800                                                |                                                     | 1 076                                               |                                                     |
| 1810 | 1810                                                |                                                     | 1 046                                               |                                                     |
| 1820 | 1820                                                |                                                     | 1 090                                               |                                                     |
| 1830 | 1830                                                |                                                     | 1 293                                               |                                                     |
| 1840 | 1840                                                |                                                     | 1 440                                               |                                                     |
| 1850 | 1850                                                |                                                     | 1 614                                               |                                                     |
| 1860 | 1860                                                |                                                     | 1 838                                               |                                                     |
| 1870 | 1870                                                |                                                     | 1 945                                               |                                                     |
| 1880 | 1880                                                |                                                     | 1 855                                               |                                                     |
| 1890 | 1890                                                |                                                     | 1 702                                               |                                                     |
| 1900 | 1900                                                |                                                     | 1 566                                               |                                                     |
| 1910 | 1910                                                |                                                     | 1 451                                               |                                                     |
| 1920 | 1920                                                |                                                     | 1 348                                               |                                                     |
| 1930 | 1930                                                |                                                     | 1 298                                               |                                                     |
| 1940 | 1940                                                |                                                     | 1 143                                               |                                                     |
| 1950 | 1950                                                |                                                     | 1 085                                               |                                                     |
| 1960 | 1960                                                |                                                     | 972                                                 |                                                     |
| 1970 | 1970                                                |                                                     | 749                                                 |                                                     |
| 1980 | 1980                                                |                                                     | 755                                                 |                                                     |
| 1990 | 1990                                                |                                                     | 718                                                 |                                                     |
| Anm: Källor: Umeå universitet - Tabellverket 1749-1859, Demografiska databasen, CEDAR, Umeå universitet. |                                                     |                                                     |                                                     |                                                     |